# Poumsé
Le poumsé ou poumsae (en coréen : 품새, pumsae, prononcé : /pʰum.sɛ/) est une forme (enchaînement gestuel de techniques de combat) dans les arts martiaux coréens.
L'orthographe du mot poumsae est encore hésitante en français : si la Fédération française de taekwondo et disciplines associées (FFTDA) préconise depuis quelques années la retranscription phonétique « poumsé », les associations canadienne et belge de taekwondo lui préfèrent l'orthographe semi-anglophone « poomse », (les anglophones utilisent plutôt les orthographes « poomsae » et « pumsae »).

## Étymologie
Le mot 품, pum signifie « forme » et 새, sae, « identité ».

## Pratique
Les poumsaes servent tout d'abord au pratiquant à développer les techniques traditionnelles afin de pouvoir les intégrer plus tard dans une forme de combat. La pratique du poumsae nécessite un travail éprouvant, rigoureux et assidu. Chaque poumsé est un noyau de travail qui contient des techniques de plus en plus complexes selon le niveau du pratiquant.

## Liste des poumsaes
| no | Normaux            | no | Supérieurs |
| -- | ------------------ | -- | ---------- |
| 1  | Taegeug IL-Jang    | 1  | Koryo      |
| 2  | Taegeug Yi-Jang    | 2  | Kemgang    |
| 3  | Taegeug Sam-Jang   | 3  | Taebaek    |
| 4  | Taegeug Sah-Jang   | 4  | Pyongwon   |
| 5  | Taegeug Oh-Jang    | 5  | Sipjin     |
| 6  | Taegeug Youk-Jang  | 6  | Jitae      |
| 7  | Taegeug Tchil-Jang | 7  | Chonkwon   |
| 8  | Taegeug Pal-Jang   | 8  | Hansu      |
|    |                    | 9  | Ilyeo      |

## Signification
Chaque poumsae symbolise un élément :
| no | Normaux            | Signification |
| -- | ------------------ | ------------- |
| 1  | Taegeug IL-Jang    | Le ciel       |
| 2  | Taegeug Yi-Jang    | Le lac        |
| 3  | Taegeug Sam-Jang   | Le feu        |
| 4  | Taegeug Sah-Jang   | Le tonnerre   |
| 5  | Taegeug Oh-Jang    | Le vent       |
| 6  | Taegeug Youk-Jang  | l'eau         |
| 7  | Taegeug Tchil-Jang | La montagne   |
| 8  | Taegeug Pal-Jang   | la terre      |